# Ризнице сјећања - Unplugged
Ризнице сјећања - Unplugged је албум групе Црвена јабука снимљен на акустичном концерту у загребачком ОТВ дому 13. и 14. фебруара 1999. године.
Гости на концерту су били клапа Носталгија и виолиниста Емил Габрић, а пратеће вокале су певали Дарија Ходник, Јана Немечек и Мирза Тетарић.
Поред стандардних концертних фаворита уврштена је и нова песма „Мој град”. Српски фолк певач Саша Матић ће са истом песмом победити на „Пјесми Медитерана“ у Будви 2003. године.
Крајем 1999. године, група је отишла на своју прву америчку турнеју.
Албум је ремастеризован 2007. године у оквиру „Live Collection“ Кроације рекордс. Песме „Ти знаш”, „Да знаш да ме болиш”, „Да није љубави” и „Теби је до мене стало” су уврштене на колекцију хитова „Да није љубави - 25 година”.

Црвена јабука у саставу:
- Дражен Жерић: вокал
- Дарко Јелчић: бубљеви
- Златко Бебек: гитаре
- Крешимир Каштелан: бас-гитара
- Никша Братош: гитаре, блок флаута, ситар, мандолина

## Списак песама
1. „Бјежи кишо с' прозора“ (Ричл)
2. „Бивше дјевојчице, бивши дјечаци“ (Ричл-Арсланагић)
3. „То ми ради“
4. „Чаролија”
5. „Да знаш да ме болиш”
6. „Да није љубави” (традиционал-Арсланагић)
7. „Кад ћеш ми доћ” (Фазлић)
8. „Ти знаш”
9. „Свијет је лопта шарена” (Фазлић)
10. „Мало ћемо да се купамо”
11. „Мој град” (Фазлић)
12. „Очи су се навикле на мрак”
13. „Не говори више” (Фазлић)
14. „Дирлија”
15. „Теби је до мене стало” (Барбарић)
16. „Зову нас улице”
17. „Свиђа ми се ова ствар” (Расел-Медли-Арсланагић)
18. „Има нешто од срца до срца”
19. „Ризнице сјећања”

Све песме је написао Златко Арсланагић, осим назначених.